# 马克耶夫火箭设计局
马克耶夫火箭设计局（俄语：ГРЦ Макева）是一家位于俄罗斯米阿斯的导弹设计公司，該公司的名字來源自維克多·馬克耶夫。该公司成立于1947年12月，最初名為SKB-385。1965年，SKB-385變更名稱。

## 火箭和导弹
- R-11“土地”（英语：R-11 Zemlya）
- R-13 (missile)（英语：R-13 (missile)）
- R-17 Elbrus（英语：R-17 Elbrus）
- R-21 (missile)（英语：R-21 (missile)）
- 静海运载火箭
- 波浪運載火箭
- R-27 Zyb（英语：R-27 Zyb）
- R-29 Vysota（英语：R-29 Vysota）
- R-29RM Shtil（英语：R-29RM Shtil）
- R-29RMU Sineva（英语：R-29RMU Sineva）
- R-29RMU2 Layner（英语：R-29RMU2 Layner）
- R-39 Rif
- RS-28洲际弹道导弹
- CORONA (SSTO)（英语：CORONA (SSTO)）
- Россиянка (ракета-носитель)（俄语：Россиянка (ракета-носитель)）